# Isangel
Isangel is de hoofdstad van de zuidelijkste Vanuatuaanse provincie Tafea. De stad is gelegen aan de westkust van het eiland Tanna en telt circa 1200 inwoners (2010). Daarmee is Isangel kleiner dan Lenakel, dat net noordwestelijk van Isangel gelegen is.
De bevolking bestaat voornamelijk uit Melanesiërs die Bislama of het lokale Lenakel spreken.

## Vervoer
Op een achttal kilometer ten noordwesten van Lenakel, in het plaatsje Whitegrass, bevindt zich de luchthaven van Tanna. De nationale luchtvaartmaatschappij Air Vanuatu verzorgt er lijnvluchten naar Anatom, Aniwa, Dillon's Bay, Futuna, Ipota en Port Vila (situatie augustus 2011).

Isangel · Lakatoro · Luganville · Port Vila · Saratamata · Sola